# Fritz Neuruhrer
Friedrich „Fritz“ Neuruhrer (* 17. Juli 1910; † 1977) war ein österreichischer Hochspringer.
Bei den Olympischen Spielen 1936 in Berlin schied er in der Qualifikation aus.
1934 wurde er Österreichischer Meister. Am 1. April 1936 stellte er in Wuppertal-Barmen mit 1,86 m einen nationalen Rekord auf, der drei Monate später von Fritz Flachberger gebrochen wurde.